# Gino e Dino
Gino e Dino è un duo comico italiano formato da Luigi Furlotti (Parma, 4 marzo 1959) e Aldo Musci (Parma, 15 giugno 1959 – Parma, 23 giugno 2023), due ex disc jockey "lanciati" nel mondo dello spettacolo da Enzo Iacchetti, che li ha fatti approdare a “Striscia la notizia”. Nel 2010 hanno unito la loro esperienza per affrontare il mondo del cabaret e del teatro di prosa.

## Gli inizi
Entrambi parmigiani, Gino e Dino si stanno affermando come comici, ma da tempo sono conosciuti nel mondo dello spettacolo e del divertimento, come disc jockey, animatori e operatori teatrali. La loro vocazione può apparire tardiva ma in questa fase del loro percorso professionale entrambi non fanno altro che mettere a frutto tutta l'esperienza maturata in passato come uomini di spettacolo tout court.

## Il cabaret
Il percorso artistico del duo è iniziato nel 2010 dopo alcune audizioni al Laboratorio di Zelig dove Gino e Dino hanno messo in mostra le loro qualità umoristiche. Durante l'estate hanno effettuato una mini tournée con il loro spettacolo La punturina.

## La televisione
Durante uno spettacolo, a Sarzana, hanno incontrato Enzo Iacchetti che ha deciso di portarli a “Striscia la notizia” Il loro esordio sul telegiornale satirico di Canale 5 è avvenuto l'8 ottobre 2010 ed è stato il preludio a una serie di numerose apparizioni fino al dicembre dello stesso anno. Il duo è stato poi riconfermato anche nell'anno successivo, sempre nel periodo ottobre-dicembre. La vetrina di Canale 5 li ha fatti conoscere in tutta Italia. Nel gennaio del 2011 e del 2012 hanno partecipato come unici comici al Memorial Mino Reitano Teatro Francesco Cilea di Reggio Calabria.

## Le canzoni
Oltre a La punturina, la canzone del loro primo omonimo spettacolo, che è un po' il loro cavallo di battaglia, Gino e Dino hanno preso parte come ospiti nell'album con finalità benefiche Acqua di Natale, dello stesso Iacchetti, con la canzone Il Natale del cabarettista sgangherato e sono anche interpreti di un nuovissimo brano, La vita è un ascensore.

## Il teatro
Verso la fine del 2011 Gino e Dino hanno deciso di dare una svolta alla loro carriera con l'esordio al teatro. Insieme hanno studiato la divertente trama di una commedia brillante, “Una giornata piena di sorprese” che è stata scritta dal giornalista Achille Mezzadri. Per questa commedia hanno formato una nuova compagnia, insieme con un altro duo comico, I Miracolati (Stefano Pelliconi e Loris Talluto) e Carla Varotto. La commedia, debutta a Fornovo, in provincia di Parma, il 10 giugno 2012.